# Kenyoeme pantherina
Kenyoeme pantherina är en skalbaggsart som beskrevs av Reé Michel Quentin och Jean François Villiers 1979. Kenyoeme pantherina ingår i släktet Kenyoeme och familjen långhorningar.
Artens utbredningsområde är Kenya. Inga underarter finns listade i Catalogue of Life.